# Frenzelsberg
Der Frenzelsberg oder Frenzelberg, gelegentlich auch Röthigberg genannt, ist ein Berg in Östliche Oberlausitz in Sachsen. Er erhebt sich im Westen der Seifhennersdorfer Flur direkt an der tschechischen Staatsgrenze. Südlich führt das Waldflußtal durch die Wiesen zwischen dem Frenzelsberg und Konradberg (früher Schiefnerberg).
Der vorkommende Nephelintephrit, ein Basaltgestein, wurde früher für Stütz- und Ufermauern sowie als Straßenschotter verwendet. Schon im Jahr 1770 hatte das Amt Rumburg das Gesteinsmaterial zum Bau der jenseits der tschechischen Grenze vorbeiführenden Chaussee entnommen. In dem kleinen, aufgelassenen Steinbruch ist die säulige Form noch deutlich zu sehen. Auf Grund seiner Mineralzusammensetzung diente das Gestein früher in der wissenschaftlichen Geologie nach internationaler Vereinbarung als Normaltypus der Nephelin-Tephrit-Gruppe des Basalts.

## Geschichte
Auf dem bewaldeten Gipfel wurde im Jahr 1877 ein Schanklokal errichtet, danach wurde der Berg zum beliebten Ausflugsziel. Hier wurde 1890 von den Arbeitern ihre erste Maifeier abgehalten, die zweite fand 1896 und eine weitere 1930 statt. Nach dem Ersten Weltkrieg baute die Ortsgruppe des Touristenvereins „Die Naturfreunde“
die Baude zu einem Naturfreundehaus mit Jugendherberge aus. Dieses wurde nach dem Machtantritt der NSDAP (und dem Verbot der Naturfreundeorganisation) 1933 beschlagnahmt und verfiel mit der Zeit.

## Volksmund
Eine ältere Sage berichtet von einem Schatz in einer Schatzhöhle auf dem Frenzelsberg, eine jüngere Sage von der Hebung einer Kriegskasse. Die älteren Einwohner von Seifhennersdorf betrachten den Berg als Wetterberg. Sein basaltisches Gestein, auch „Blaue Steine“ genannt, soll nach dem Volksmund angeblich Unglück verhindern.

## Naturschutz
Der bewaldete Teil des Frenzelsberg, die Basaltkuppe und der ausgelassene Steinbruch ist als Naturdenkmal im Landkreis Görlitz ausgewiesen.

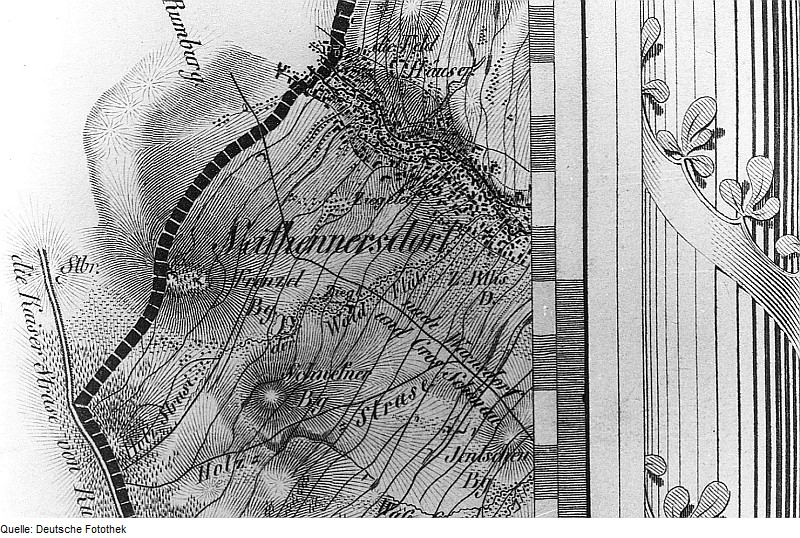
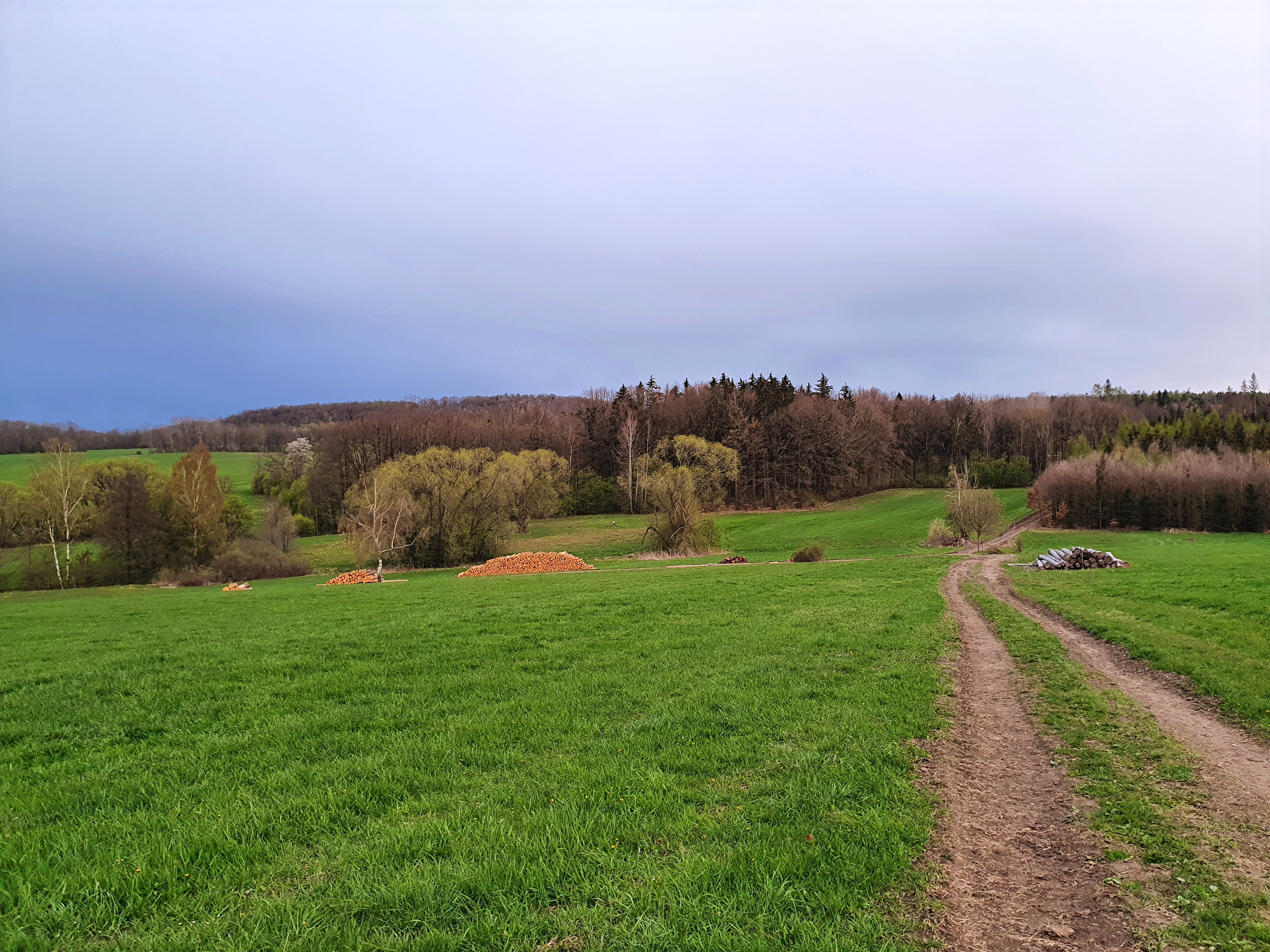
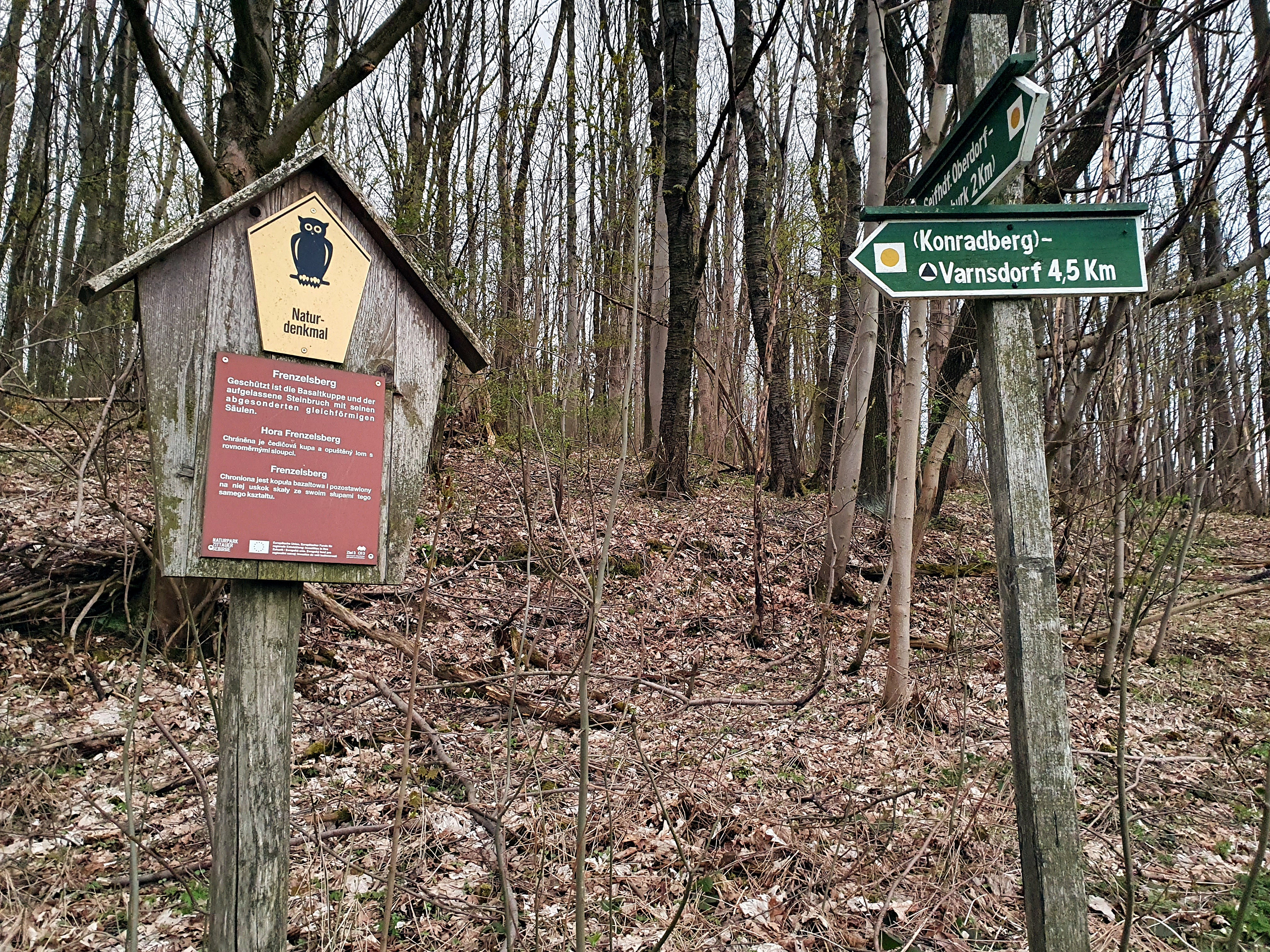
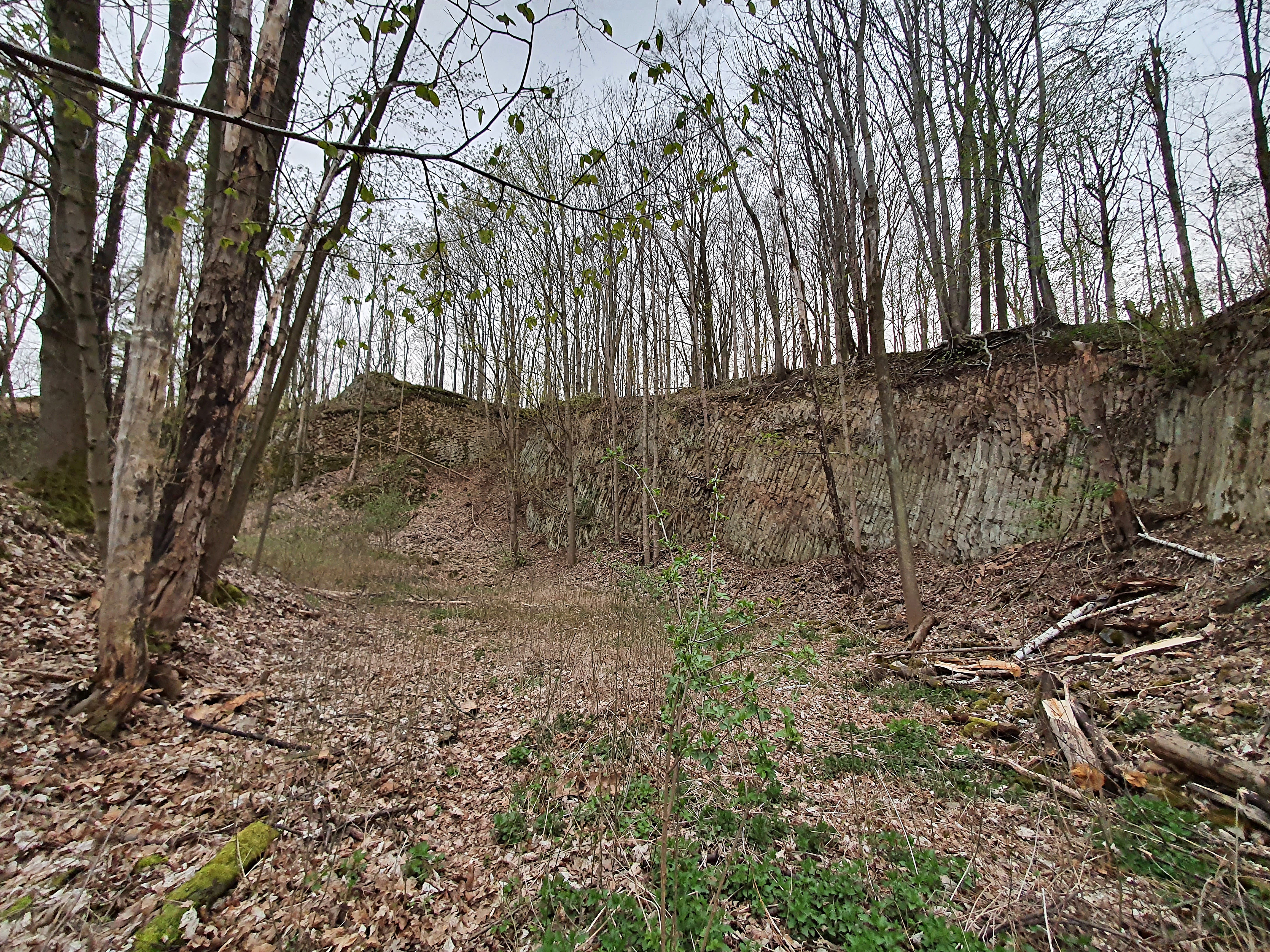
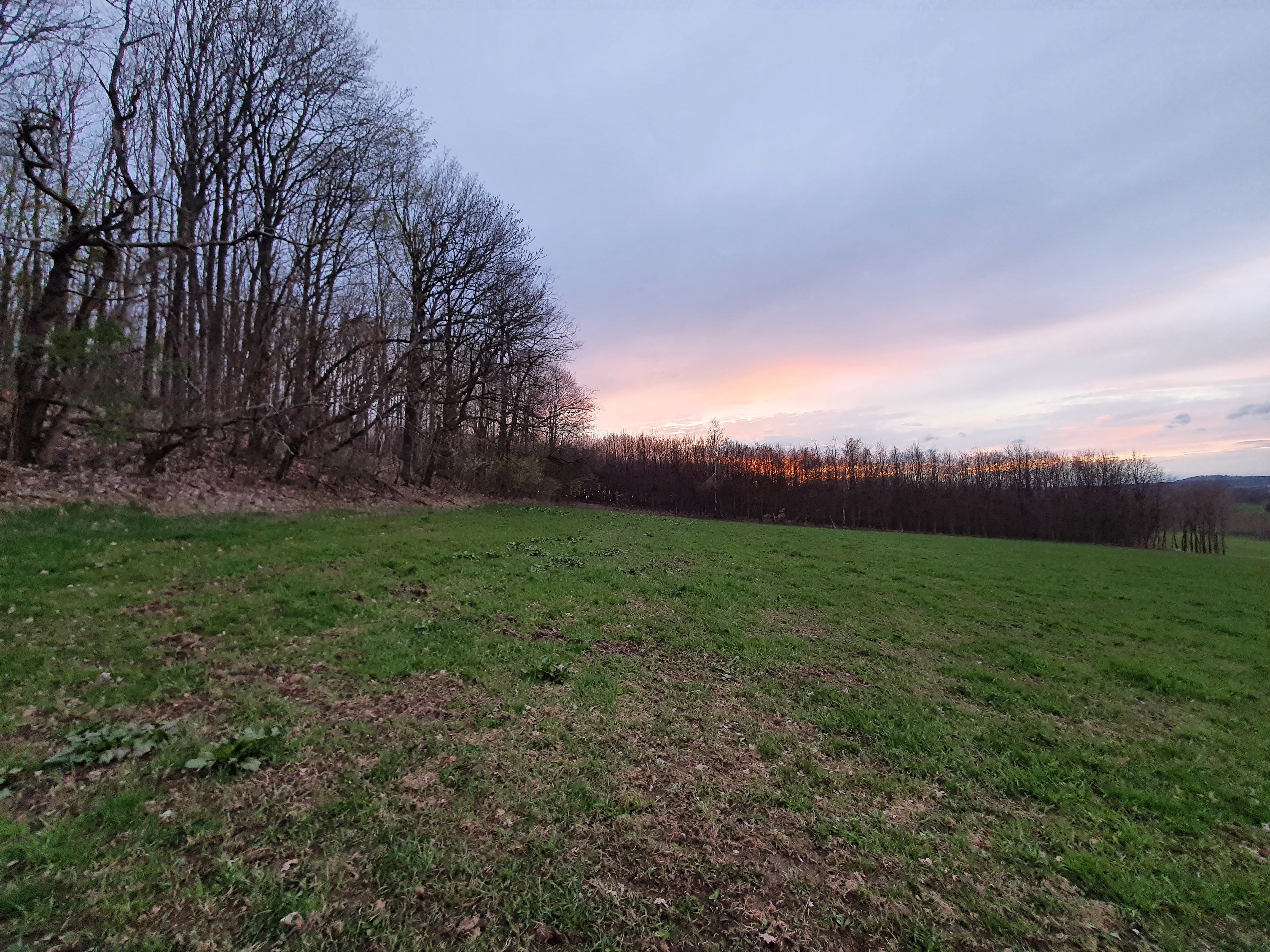